# Chlotharius II
Chlotarius II (584 - Parijs, tussen 18 oktober 629 en 8 april 630) was een zoon van Chilperik I (koning van Neustrië en Aquitanië) en Fredegonde. Hij werd geboren in het voorjaar van 584 en was drie maanden oud toen zijn vader werd vermoord. Hierdoor was hij bijna zijn gehele leven een Frankische koning, gedurende zijn minderjarigheid met zijn moeder Fredegonde als regentes.

## Deelkoning

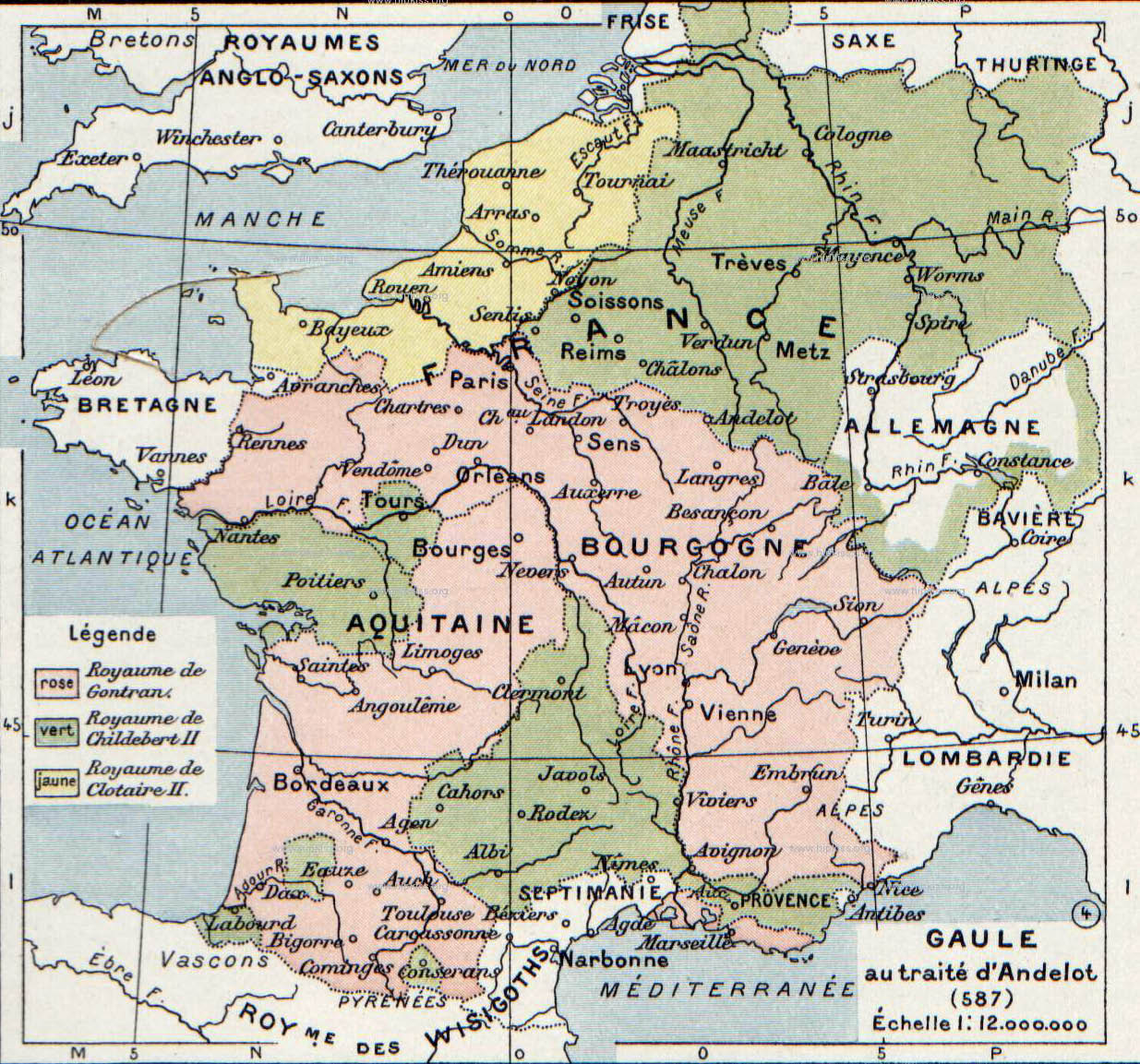
Verdeling Frankische koninkrijken in 587, gebied van Chlotarius is geel

Zijn heerschappij werd vrijwel meteen bedreigd door de koning van Austrasië Childebert II. Fredegonde vluchtte met Chlotarius en de koninklijke schat naar Parijs en was daar veilig onder de bescherming van Chlotarius' oom Gunthram (koning van Bourgondië). In 587 sloten de andere koningen een verdrag waarbij een groot deel van het koninkrijk van Chlotarius' vader werd verdeeld en voor hem slechts een restant overbleef. Toen Gunthram in 592 overleed, werd Chlotarius' positie onzeker. In 593 was er een Austrasische inval maar die werd afgeslagen, Chlotarius (9 jaar oud) was toen bij zijn leger aanwezig. In 596 plunderde Chlotarius zelf de streken rondom Parijs. In het jaar 600 werd hij verslagen door de zonen van Childebert II: Theuderik II (koning van Bourgondië) en Theudebert II (koning van Austrasië) in een veldslag bij de rivier de Orvanne bij Dormelles. Hij moest nu ook het gebied ten zuiden van de Seine, afstaan.
In 605 valt hij Bourgondië aan maar zonder succes. In 608 neemt hij deel aan een bondgenootschap tegen Theuderik II met de Visigoten, de Longobarden en Austrasië, maar dat blijft zonder resultaten. In 611 wijzigt hij zijn politiek en sluit hij een bondgenootschap met Theuderik II tegen Theudebert II. Daardoor krijgt hij in 612 zijn oorspronkelijke koninkrijk weer geheel in bezit. Theudebert II is dan overleden en Theuderik II maakt zich op voor een gevecht om de macht met Chlotarius, maar overlijdt tijdens de voorbereidingen van zijn veldtocht.
Plotseling is er een geheel nieuwe situatie ontstaan. De oude koningin Brunhilde van Austrasië probeert de macht in Austrasië en Bourgondië te consolideren voor haar minderjarige achterkleinzoon Sigebert II. De aristocratie voelt zich hierdoor bedreigd en de Austrasische edelen Pepijn van Landen en Arnulf van Metz en de Bourgondische hofmeier Warnachar II, sluiten een overeenkomst met Chlotharius: zij zullen hem helpen om koning te worden van het gehele Frankische rijk en hij zal hun positie en autonomie waarborgen. Bij de rivier de Aisne weten ze de troepen van Sigebert en Brunhilde te verslaan. Chlotarius geeft opdracht voor de moord op Brunhilde en haar achterkleinzoons. De jongens worden onthoofd en Brunhilde zou drie dagen zijn gemarteld en daarna zijn vastgebonden aan een wild paard en zijn voortgesleept tot ze was overleden.

## Koning van het gehele Frankische rijk

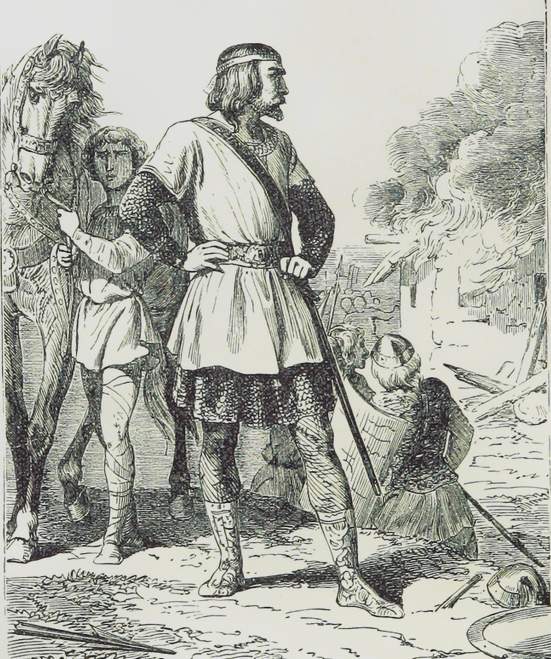
Chlotharius II,
"Geïllustreerde geschiedenis van België ... Geheel herzien en het hedendaagsche tijdperk bijgewerkt door Eug. Hubert", 1885

Na de overwinning onderhandelde Chlotarius in Andernach met de Austrasische adel over de nieuwe staatsinrichting. Als resultaat daarvan vaardigde hij 18 oktober 614 te Parijs, het Edictum Chlotharii uit. Hierbij werd een systeem gecreëerd met autonome deelkoninkrijken waar het hoogste gezag bij de hofmeier lag. Ook de verdere positie van de adel werd versterkt door de bepaling dat functies moesten worden vervuld door adel uit de betreffende regio, waardoor de grote families de gelegenheid kregen om een sterke lokale machtsbasis op te bouwen. Joden werden uitgesloten van overheidsdienst.
In 617 maakte hij de functie van hofmeier tot een positie voor het leven. Ook kocht hij in dat jaar de Austrasische schatting aan de Longobarden af. In 623 gaf hij in de persoon van zijn minderjarige zoon Dagobert I, Austrasië een eigen deelkoning, die onder voogdij van Arnulf van Metz werd geplaatst. Al snel liepen de spanningen tussen Dagobert en Chlotarius op maar door bemiddeling van Arnulf van Metz werd er in 625 een verdrag gesloten waarin hun verhouding werd geregeld.
Chlotarius bevorderde het werk van Ierse zendelingen.

## Familie
Van Chlotarius zijn drie huwelijken bekend:
1. Adaltrudis (ca. 585 - 604), begraven St Pierre te Rouen,
kinderen: Merowech; Emma, gehuwd met Eadbald van Kent
2. Bertrude (ca. 590 - 618), afkomstig uit Bourgondië,
kind: Dagobert I
3. Sichildis,
kinderen: Charibert II; Oda

## Voorouders
| Voorouders van Chlotharius II | Voorouders van Chlotharius II                  | Voorouders van Chlotharius II                  | Voorouders van Chlotharius II                  | Voorouders van Chlotharius II                  | Voorouders van Chlotharius II                | Voorouders van Chlotharius II                | Voorouders van Chlotharius II                | Voorouders van Chlotharius II                |
| ----------------------------- | ---------------------------------------------- | ---------------------------------------------- | ---------------------------------------------- | ---------------------------------------------- | -------------------------------------------- | -------------------------------------------- | -------------------------------------------- | -------------------------------------------- |
| Overgrootouders               | Clovis I (466-511) ∞ Clothilde (480-545)       | Clovis I (466-511) ∞ Clothilde (480-545)       | Baderic van Thüringen (-) ∞ ? (-)              | Baderic van Thüringen (-) ∞ ? (-)              | ? (–) ∞ ? (-)                                | ? (–) ∞ ? (-)                                | ?(–) ∞ ? (-)                                 | ?(–) ∞ ? (-)                                 |
| Grootouders                   | Chlotarius I (497-561) ∞ Aregonda (520-572/83) | Chlotarius I (497-561) ∞ Aregonda (520-572/83) | Chlotarius I (497-561) ∞ Aregonda (520-572/83) | Chlotarius I (497-561) ∞ Aregonda (520-572/83) | ? (-) ∞ ? (-)                                | ? (-) ∞ ? (-)                                | ? (-) ∞ ? (-)                                | ? (-) ∞ ? (-)                                |
| Ouders                        | Chilperik I (535-584) ∞ Fredegonde (545-597)   | Chilperik I (535-584) ∞ Fredegonde (545-597)   | Chilperik I (535-584) ∞ Fredegonde (545-597)   | Chilperik I (535-584) ∞ Fredegonde (545-597)   | Chilperik I (535-584) ∞ Fredegonde (545-597) | Chilperik I (535-584) ∞ Fredegonde (545-597) | Chilperik I (535-584) ∞ Fredegonde (545-597) | Chilperik I (535-584) ∞ Fredegonde (545-597) |
| Chlotharius II (584-629)      |                                                |                                                |                                                |                                                |                                              |                                              |                                              |                                              |